# The Big Easy (série de televisão)
The Big Eay foi uma série policial americana de 35 episódios divididos em 2 temporadas, exibidos entre 1996 e 1997, ficou conhecida pelo sotaque típico de Luisiana, inclusive a série foi filmada em locações da cidade de Nova Orleans, cidade mais populosa do estado sulista americano.
A série também é conhecida por ter a primeira aparição do ator Ian Somerhalder, o Damon Salvatore da série The Vampire Diaries nas telas, ele aparece no último episódio da série "The Black Bag", e sua participação se resume em apenas 3 falas durante todo episódio, mas o bastante para tornar essa série procurada, mesmo sem ela nunca ter sido exibida no Brasil.

## A Série
A série segue as aventuras do detetive policial Remy McSwain, um homem debochado, falante e conquistador de mulheres, que caça os criminosos nas ruas coloridas de Nova Orleans. Sempre pronto para dobrar a lei para fazer as coisas acontecerem, como a maioria dos moradores da cidade. Remy conhece então, a procuradora federal, a irritada Anne Osborne, que veio para investigar um crime, e decide ficar.
Fã da Guerra Civil Americana, C.D. é o tio de Remy, ao mesmo tempo em que é seu chefe na força policial da cidade. Darlene é sua colega de trabalho e uma predadora de homens. Smiley é seu amigo amante do jazz e saxofonista, além de ser seu informante nas ruas, e Lightnin' Hawkins o companheiro de Remy, sempre pronto pra causar intrigas, e Janine Rebbenack sua protegida na segunda temporada, completam os personagens recorrentes da série.

## Episódios

### 1ª temporada
| Episódio # | Total # | Título                         | Dirigido por       | Escrito por                              | Estreia                 |
| --- | ------- | ------------------------------ | ------------------ | ---------------------------------------- | ----------------------- |
| 1 | 1       | "Pilot"                        | James Frawley      | Jacqueline Zambrano                      | 11 de Agosto de 1996    |
| O detetive Remy McSwain é um impetuoso, mulherengo, e um não convencional detetive da polícia de Nova Orleans que nem sempre obedece as regras do jogo a fim de prender os criminosos. Mas com a ajuda de seu tio C.D. LeBlanc, o chefe de polícia e um fanático fã de Guerra Civil Americana, e de sua parceira, Darlene Broussard, ele sempre consegue ficar um passo à frente da lei. Mas tudo muda com a chegada de Anne Osborne, uma procuradora do distrito de Washington DC a qual é enviada para supervisionar um caso de pesca ilegal que Remy está investigando...                                                                |         |                                |                    |                                          |                         |
| 2 | 2       | "Murder in Mind"               | Vern Gillum        | Robert De Laurentiis                     | 18 de Agosto de 1996    |
| Como Anne se instala em Nova Orleans (aka: The Big Easy) para ficar, Remy continua a tentar ganhar o seu afeto, com a ajuda de Smiley e seus outros companheiros, enquanto tanto Anne como Remy tem fantasias um sobre o outro, mas Lightin 'Hawkins também tenta fazer com que Anne passe a notá-lo. Enquanto isso, uma amiga adivinha de Remy, chamado Zelda Riley, conta a ele sobre uma premonição sobre um informante de rua sendo assassinado. Remy investiga e logo entra em conflito novamente com Anne que suspeita que Zelda de alguma forma está envolvida, enquanto Remy pensa o contrário e se propõe a provar isso para Anne. |         |                                |                    |                                          |                         |
| 3 | 3       | "Driving Ms. Money"            | James Frawley      | Jacquelyn Blain                          | 2 de Fevereiro de 1997  |
| Remy e sua equipe investigam a morte de uma socialite idosa e doente e de um arrecadador de fundos, onde Anne e Hawkins estavam presentes. Hawkins acredita que o empregado, Bernard, foi o responsável, porque a causa da morte está listado como uma prescrição de medicação deliberada overdose. Mas Remy tenta provar a inocência de Bernard e assim descobre alguns fatos perturbadores sobre a sua verdadeira relação com o empregado e sua conexão com o sua jovem advogada, Felice. |         |                                |                    |                                          |                         |
| 4 | 4       | "Cinderfella"                  | Vern Gillum        | Anne Kenney                              | 26 de Agosto de 1996    |
| Remy investiga o assassinato de um noivo em sua despedida de solteiro em que a única evidência é a de um sapato de salto alto deixado pelo assassino que pode ter sido um travesti. Na tentativa de cavar o passado da vítima de assassinato, Anne também aprende alguns fatos ocultos sobre os reais interesses do noivo, assim como de seu impulso de querer ser a noiva. Enquanto isso, C.D. tenta encontrar tempo para ajudar Remy com sua investigação, enquanto planeja a realização de outra reencenação da Guerra Civil do lado de fora da cidade.                                                                                  |         |                                |                    |                                          |                         |
| 5 | 5       | "A Dead Man Is Hard to Find"   | Don Scardino       | Sherri Ziff                              | 15 de Setembro de 1996  |
| Remy investiga a morte do pai de uma jovem Debutante em um suspeito acidente de avião nos pântanos e descobre uma série de fatos sobre o empresário sem escrúpulos, incluindo o fato de C.D. estar envolvido romanticamente com a viúva da vítima. Enquanto isso, Anne, com a ajuda de Darlene, faz sua própria investigação sobre a morte misteriosa, tentando estabelecer uma ligação entre a filha Debutante Alana, e o artista filho alienado Kent. |         |                                |                    |                                          |                         |
| 6 | 6       | "Hotshots"                     | Kristoffer Tabori  | Laurence Frank                           | 8 de Setembro de 1996   |
| Remy e Anne investigam a misteriosa morte de um amigo músico de jazz de Smiley de onde as evidências apontam para circunstanciais de ocorrências sobrenaturais ligados a um produtor musical obscuro, chamado Tyrell, a quem Remy começa a suspeitar que ele pode de fato ser o diabo encarnado. Mas a cética Anne tenta montar uma explicação racional para os acontecimentos inexplicáveis que acontecem ao seu redor quando um cantor de blues cegos confirma que a morte do músico foi obra de Satanás. |         |                                |                    |                                          |                         |
| 7 | 7       | "Stodermayer"                  | James Frawley      | Robert De Laurentiis                     | 22 de Setembro de 1996  |
| O Noivo de Anne, Geoffrey Stodermayer, biólogo marinho, chega à cidade para definir uma próxima data para seu casamento, e Remy arrasta-o para o seu mais recente caso de investigação, sobre a importadora de bebidas alcoólicas do proprietário de uma sombria boate de strip, em que Geoffrey desenvolve uma atração por Gigi, uma informante que trabalha no clube erótico, mas é logo posta em risco pelos bandidos para silenciá-la e a qualquer outra pessoa que informe algo sobre eles. |         |                                |                    |                                          |                         |
| 8 | 8       | "The Gambler"                  | Kristoffer Tabori  | Eric DelaBarre                           | 29 de Setembro de 1996  |
| Remy tenta ajudar seu velho amigo Delbert, um viciado em jogos de azar, que está pesadamente em débito com um mafioso local. Mas quando um agente do tesouro é encontrado morto no barco do casino onde Delbert sai, Anne descobre que ele vem investigando Remy a mando de Hawkins, enquanto as ligações que Remy segue apontam para o dono do cassino que está envolvido em uma operação de falsificação, e ele pergunta Anne para ser a isca para prender o proprietário. |         |                                |                    |                                          |                         |
| 9 | 9       | "Crawdaddy"                    | Vern Gillum        | Anne Kenney                              | 6 de Outubro de 1996    |
| Remy se disfarça clandestinamente como um guarda-costas pessoal de um magnata rico quando sua vida está ameaçada. Mas Remy não pode resistir à tentação da jovem esposa do cara rico, Isabella, que apontam para um estado sórdido dos assuntos que envolvem um acordo pré-nupcial, com a primeira esposa ciumenta do homem. Enquanto isso, Anne pede Smiley para ir disfarçado para investigar o passado de Isabella envolvendo seu "irmão" Martin ligado a um cafetão local, que pode ter uma pista para o caso. Enquanto, Darlene se esforça para comandar a delegacia, na ausência de vários oficiais de licença.                       |         |                                |                    |                                          |                         |
| 10 | 10      | "The Love Doctor"              | Kristoffer Tabori  | Laurence Frank                           | 13 de Outubro de 1996   |
| Quando a irmã mais nova de Anne, Sophie chega à cidade para uma visita rápida, Remy leva elas, Darlene, e Smiley para um arrecadador de fundos em uma galeria de arte local para guardar uma estação de rádio local, onde o DJ, Cougan, é assassinado. Com todo mundo preso dentro do edifício por um furacão súbito, Remy coloca suas habilidades de detetive em pleno vigor para encontrar o assassino em um edifício onde quase toda a gente, incluindo Sophie, é suspeito, bem como os laços amorosos sórdidos de Cougan. |         |                                |                    |                                          |                         |
| 11 | 11      | "That Voodoo That You Do"      | Vern Gillum        | Fred Golan                               | 20 de Outubro de 1996   |
| Remy investiga a misteriosa morte de um empresário a quem ele acredita que seja o trabalho de vodu. Enquanto todo mundo acredita nisso, Anne é cética e não acredita nas superstições locais de vodu, Remy sai com Smiley para encontrar o verdadeiro culpado, enquanto Anne decide experimentar uma "poção do amor" para ver se realmente funciona, e se Remy irá notá-la. |         |                                |                    |                                          |                         |
| 12 | 12      | "Snake Dance"                  | Kristoffer Tabori  | Janet Densmore                           | 8 de Dezembro de 1996   |
| Remy, CD, e Darlene investigam a misteriosa morte de um guru de um grupo religioso que foi esmagado até a morte por uma grande serpente. Enquanto Anne e Remy tenta buscar uma encantadora de serpente dominatrix que foi visto na companhia do guru, Smiley é usado por Remy para ir disfarçado no grupo religioso para descobrir quaisquer membros do culto com um fundo de instabilidade mental, bem como uma ligação com a manipulação de cobras. |         |                                |                    |                                          |                         |
| 13 | 13      | "Big Life"                     | Vern Gillum        | Sherri Ziff                              | 15 de Dezembro de 1996  |
| Na noite de Marti Gras, Remy se vê refém em seu ponto de encontro, por um fugitivo, chamado Lyle Tillman, que tenta provar a sua inocência de um assassinato e roubo no ano anterior, enquanto a esposa grávida de Lyle é mantida como refém de C.D. em seu escritório na delegacia como uma outra moeda de troca, levando Darlene, bem como Anne para tentar ajudar a resolver a situação, enquanto Smiley vira o garoto de recados entre os dois... |         |                                |                    |                                          |                         |
| 14 | 14      | "Master of Illusion"           | Vern Gillum        | Tammy Ader                               | 22 de Dezembro de 1996  |
| Numa espécie de 'Janela Indiscreta' um dos amigos de Anne, Holly, que está se recuperando de uma perna quebrada, pensa que testemunhou um assassinato no apartamento do outro lado do pátio de seu apartamento. Remy inicialmente duvida da história de Holly, mas logo inicia uma investigação pessoal mais próxims, sobre um ilusionista da Inglaterra que pode ser dono de mais do que alguns esqueletos no seu armário. Além disso, Remy faz uma aposta com C.D. para ele parar de fumar charutos por 48 horas. |         |                                |                    |                                          |                         |
| 15 | 15      | "Long and Short"               | Peter Ellis        | Fred Golan Anne Kenney                   | 17 de Janeiro de 1997   |
| Remy investiga o assassinato de um vigarista que pode ter sido envolvido em um grande esquema para localizar uma carga misteriosa no valor de milhões. Auxiliando Remy e Anne em seu caso está um investigador particular propenso a acidentes, que está a procura de pistas que envolvem mais um golpe no qual o parceiro da vítima de assassinato, um vigarista local chamado Nikki que Remy conhecia. |         |                                |                    |                                          |                         |
| 16 | 16      | "Lafitte Don't Fail Me Now"    | Vern Gillum        | Laurence Frank                           | 16 de Fevereiro de 1997 |
| Enquanto investiga o assassinato de um misterioso homem de negócios em um parque infantil, Remy, Anne, e Smiley se metem em uma busca por quatro partes do que parece ser um mapa do tesouro lendário do século 18, um tesouro escondido pirata na região, que também é procurado por um francês de um olho só, que pode ter uma conexão com as vítimas de assassinato, e uma garçonete local, que pode saber mais do que ela pensa sobre o mapa do tesouro. |         |                                |                    |                                          |                         |
| 17 | 17      | "Don't Shoot the Piano Player" | William Malone     | Robert De Laurentiis                     | 12 de Janeiro de 1997   |
| Remy tenta ajudar Frank, um velho amigo de pianista quem tem uma queda pela namorada de um jovem mafioso, e quando ele é acusado de assassinar o bandido, Remy deve ir contra todas as leis da ética para tentar proteger o amigo de um poderoso chefão, bem como da femme fatale Gina, que tem um passado obscuro que pode envolver um misterioso assassino, vestido como um palhaço. Enquanto isso, Smiley decide comprar um carro novo para si mesmo, mas quando Remy destrói em uma tentativa de morte falsa de Frank, Smiley quer compensação por isso.                                                                                |         |                                |                    |                                          |                         |
| 18 | 18      | "Ghost of the Pricky Rose"     | Vern Gillum        | Tammy Ader                               | 23 de Fevereiro de 1997 |
| Ao investigar a morte de um rico empresário, que morreu de uma queda em uma casa com fama de ser assombrada, Remy e sua equipe tentam ignorar a teoria de que o fantasma de uma mulher desprezada que aparece para matar três homens a cada sete anos está por trás disso. Enquanto Remy lida com uma repórter persistente, a quem já teve um encontro com os voluntários Anne para se disfarçar em um serviço de escolta local para procurar pistas, enquanto Smiley decide desafiar um motorista de táxi só para ter cabine de seu tio danificado pela vítima.                                                                            |         |                                |                    |                                          |                         |
| 19 | 19      | "Gatoraide"                    | Tom DeSimone       | Anne Kenney                              | 26 de Janeiro de 1997   |
| Remy, Anne, e C.D. são abordados por uma jovem policial e fã de Guerra Civil Americana para ajudá-la a investigar o assassinato de seu amigo a quem foi supostamente atacado tentando rastrear jacarés. Enquanto Remy começa a pensar que há uma conexão entre o proprietário de um bar que funciona sem uma licença, Anne Joyce e Diretor ficam presos em uma árvore para fugir de um jacaré agressivo, enquanto C.D. é persuadido por Joyce para deixá-la se juntar a seu grupo de reconstituição. Além disso, Smiley tenta encontrar trabalho como escritor enquanto ele continua a sua carreira musical.                                |         |                                |                    |                                          |                         |
| 20 | 20      | "Vamps Like Us"                | Vern Gillum        | Fred Golan                               | 2 de Março de 1997      |
| Remy e Anne investigam o assassinato de um romancista que estava pesquisando uma seita de vampiros local, em Nova Orleans. Enquanto Remy tenta encontrar o líder da seita e principal suspeito, Anne tem um encontro de mentes com um jovem professor de pesquisa que teve um passado obscuro. |         |                                |                    |                                          |                         |
| 21 | 21      | "One Little Indian"            | Gilbert M. Shilton | Janet Densmore                           | 9 de Março de 1997      |
| A morte de um líder de uma banda em uma briga de bar leva o tio de Smiley a ser preso sob suspeita de assassinato. Remy concorda em ajudar Smiley olhar para o caso envolvendo um traje indiano Marti Gras, que desaparece de um lado para outro, que pode ser conectado a uma rede de contrabando de diamantes. Smiley ao mesmo tempo cai de cabeça na jovem investigadora chamada Corinne, que também está à procura do terno do tio de Smiley. |         |                                |                    |                                          |                         |
| 22 | 22      | "The Fabulous Bill Brothers"   | Vern Gillum        | Robert De Laurentiis Jacqueline Zambrano | 9 de Fevereiro de 1997  |
| Remy e Anne são raptadas por uma dupla de irmãos caipiras a quem Remy prendeu arrumar seu irmão mais velho por assassinato em série, levando ao detetive incompatíveis e advogado tentando fugir de seus supostos assassinos por se esconder no fundo do pântanos onde eles relembram seus tempos mais felizes e mais angustiantes. Enquanto isso, C.D. e Smiley tentam descobrir onde Remy e Anne estão, tentar encontrá-los antes que os irmãos deem cabo deles. |         |                                |                    |                                          |                         |

### 2ª Temporada
| Episódio # | Total # | Título                              | Dirigido por       | Escrito por                         | Estreia                |
| --- | ------- | ----------------------------------- | ------------------ | ----------------------------------- | ---------------------- |
| 1 | 23      | "A Streetcar with Desire"           | William Malone     | Robert De Laurentiis                | 22 de Junho de 1997    |
| Remy investiga o assassinato de um proeminente porém debochado advogado, em um bonde de rua, onde ele tenta vincular uma garçonete loira misteriosa para uma empresa de extermínio que o advogado representou a algum tempo atrás. Enquanto isso, Remy não é muito feliz quando ele está tentando conquistar a nova estagiária, a ambiciosa, mas ingênua Janine Rebbenack que se transfere para o plantel, e ela rapidamente irrita Remy com seu livro de como se lidar com os casos. Em outros lugares, Smiley pede para Remy uma assistência financeira, enquanto se prepara para abrir seu próprio clube de jazz e blues.                                        |         |                                     |                    |                                     |                        |
| 2 | 24      | "Heavenly Body"                     | Peter Ellis        | Fred Golan                          | 29 de Junho de 1997    |
| Remy é abordado por uma jovem mulher, chamada Eva Davenport, que afirma estar à procura de sua irmã desaparecida, que está ligada à descoberta de um corpo na van de entrega conduzido por um velho amigo imbecil de Remy chamado Joey LaVern, que afirma estar trabalhando para um fabricante de café sombreado quem está buscando uma grande soma de dinheiro roubado de alguém que tomou dele. |         |                                     |                    |                                     |                        |
| 3 | 25      | "Moscow on the Mississippi"         | William Malone     | Alfonse Ruggiero                    | 6 de Julho de 1997     |
| Remy e Janine ajudam um sombrio e alcoólico agente russo, que está em Nova Orleans procurando um challis perdido que foi roubado de uma igreja ortodoxa russa local, resultando no assassinato do caseiro. Mas há mais complicações quando uma mulher igualmente sombria agente americana da Interpool, chamada Mariel Rigg, também chega procurando os challis e tem seu próprio objetivo. |         |                                     |                    |                                     |                        |
| 4 | 26      | "Platinum Blonde"                   | Peter Ellis        | Laurence Frank                      | 13 de Julho de 1997    |
| A descoberta de um traficante de drogas morto no caminhão, leva à prisão uma atraente loira, chamada Grace, que afirma que ela foi enquadrado. Remy acha que Grace está escondendo alguma coisa sobre uma ligação romântica para um candidato senatorial esperançoso que está sendo chantageada por um terceiro invisível. Remy descobre que, ao tentar descobrir o esquema de chantagem envolvendo Grace, o candidato político Francis Hurley, e irmão mais velho boxeador de Grace pode levar a um escândalo político da cidade. Enquanto isso, Smiley torna-se irritado quando Remy cancela sua...                                                               |         |                                     |                    |                                     |                        |
| 5 | 27      | "Yellow Queen in the Fires of Hell" | Kristoffer Tabori  | Eric Overmyer                       | 20 de Julho de 1997    |
| Enquanto investiga o assassinato de um noivo mulherengo, na véspera do seu casamento, Remy se torna familiarizado com uma antiga paixão, uma psicóloga da polícia chamada Dr. Wanda Fallon, que quer se juntar ao caso, que ela acha que é o trabalho de um serial killer. Apesar de que ninguém acreditar, mas Remy, confia em Wanda, ele resolve levá-la junto para encontrar o assassino, bem como um homem desalinhado misterioso seguinte àquele que pode ser conectado a um leitor de tarô local, que pode ser dono de uma pista. |         |                                     |                    |                                     |                        |
| 6 | 28      | "Night Music"                       | Peter Ellis        | Alfonse Ruggiero                    | 3 de Agosto de 1997    |
| Remy torna-se familiarizado com um antigo amigo da academia de polícia, chamado Tony, enquanto investigava o assassinato de um jogador de high-stakes baleado por um franco-atirador de uma janela do apartamento de um músico de rua local, chamado Pedro, encontra-se a única testemunha do crime e que também tem uma queda pela noiva da vítima de homicídio, enquanto Remy acha que um amigo jogador da vítima pode ser o próximo alvo. |         |                                     |                    |                                     |                        |
| 7 | 29      | "A Perfect Day for Buffalo Fish"    | Kristoffer Tabori  | Fred Golan                          | 10 de Agosto de 1997   |
| Remy, Janine, C.D. e a equipe investigam o tiroteio em um restaurante local, onde o proprietário aparentemente morreu de puro medo. Mas quando Remy descobre que a vítima foi, de fato, envenenada, ele sai para encontrar o culpado. Isto leva ao culpado de atirar, o pai de Angela, que estava em concorrência com a vítima, o que o leva ao sombrio empresário, a quem estava em rixa com a vítima. |         |                                     |                    |                                     |                        |
| 8 | 30      | "The Gospel According to McSwain"   | Tom DeSimone       | Laurence Frank                      | 17 de Agosto de 1997   |
| Smiley volta com sua ex chamada Cassandra, uma cantora gospel/blues, quem é o suspeito do assassinato de um magnata de uma gravadora que Remy está investigando. Quando a evidência limpa Cassandra, Remy coloca seu foco em outros suspeitos que incluem o porteiro LaRue, bem como o empresário desprezível de Cassandra, Dominick, então Janine decide ir disfarçada para procurar evidências contra ele. |         |                                     |                    |                                     |                        |
| 9 | 31      | "Son O' McSwain"                    | David Grossman     | Neil Cohen                          | 7 de Setembro de 1997  |
| Uma misteriosa mulher deixa seu filho pequeno nos degraus da delegacia com uma nota afirmando que o bebê é de Remy. Ele fica com a criança enquanto Janine, Smiley, CD e outros se revezam cuidando dele quando ele sai para procurar a mãe biológica. Ele acha que a mãe da criança pode estar conectada a um homem assassinado encontrado atrás da delegacia. |         |                                     |                    |                                     |                        |
| 10 | 32      | "BeGirled"                          | Tom DeSimone       | Eric Overmyer                       | 21 de Setembro de 1997 |
| Remy é seqüestrado por três mulheres fugitivas que o forçam a ajudá-las a vigiar para um assalto de meio milhão de dólares em dinheiro a banco em que Remy deve tentar usar seus encantos sedutores para permanecer vivo o suficiente para ganhar tempo, enquanto o líder do trio feminino, outro ex-presidiário chamado Cyrus St. John, mantém um rancor contra Remy por colocá-lo na cadeia anos antes. |         |                                     |                    |                                     |                        |
| 11 | 33      | "End of the World"                  | Gilbert M. Shilton | Eric DelaBarre Linda Loiselle Guzik | 28 de Setembro de 1997 |
| Quando a explosão de uma bomba em um clube de saúde local e mata um patrono, Remy e a equipe deve encontrar o homem-bomba antes que ele ataque novamente. Mas quando Janine é feita refém pelo bombardeiro após ela confessar acidentalmente a sua identidade, Remy tem que correr contra o tempo para encontrá-la, bem como para descobrir a identidade do homem-bomba, com a ajuda do amiga vidente de Smiley, Zoey, antes que ele possa detonar uma bomba muito maior, enquanto que Janine cativa deve tentar sobreviver joguinhos fisícos e mentais do sequestrador Luke.                                                                                       |         |                                     |                    |                                     |                        |
| 12 | 34      | "Shrimp Stew"                       | Tom DeSimone       | Tom Abraham                         | 5 de Outubro de 1997   |
| Remy investiga o assassinato de um motorista de caminhão e de um suspeito seqüestro de um caminhão de peixe contendo vários quilos de camarão ilegal para distribuição. Mas Remy começa a se concentrar mais no dono do atacadista de frutos do mar, Kristen Mullen, cuja empresa está à beira da falência. Enquanto isso, Smiley conhece uma jovem japonesa, chamada Yuki, que chega ao Blue Spot e diz ser a sua nova noiva por correspondência que um de seus clientes regulares ordenou em seu nome. |         |                                     |                    |                                     |                        |
| 13 | 35      | "The Black Bag"                     | Gilbert M. Shilton | Ra'uf Glasgow                       | 12 de Outubro de 1997  |
| Investigando o assassino fugitivo de uma passageira adolescente, Remy pede a Janine para ir disfarçada como uma pessoa companheiro rua para manter um olho em uma jovem fugitiva adolescente, com o nome de Maura, que tropeçou em uma mochila preta misteriosa contendo US $ 25.000 em dinheiro e que pode ser alvejada pelo sombrio criminoso que está ligado a um plano maior. Enquanto isso, Smiley continua a lidar com Yuki trabalhando em seu próprio caminho na Blue Spot. Quando Yuki decide voltar para casa para o Japão, mas não tem o dinheiro para voltar, Smiley decide fazer uma festa de despedida para ela como parte para arrecadar de fundos... |         |                                     |                    |                                     |                        |

## Premiações

### Motion Picture Sound Editors, USA 1996
1996
- Melhor Edição de Som em Episódios de TV - Música de Fernand Bos (Editor de Musica)[5]